# Университет Корё
Университет Корё (кор. 고려대학교?, 高麗大學校? Корё-тэхаккё) — частный университет, расположенный в Сеуле, Республика Корея. Является одним из университетов SKY (Сеульский национальный университет, Корё, Ёнсе), считающихся тремя лучшими вузами страны. Университет Корё был основан в 1905 году в районе Сусон, а в 1934 году переехал в Анамдон.
Университет Корё является светским многопрофильным исследовательским учреждением. Он включает в себя 16 колледжей и 20 факультетов. В рейтинге QS World University Rankings в 2010 году он занимал 191 позицию среди лучших мировых ВУЗов.
Университет Корё был первым в стране вузом, предложившим курсы по некоторым дисциплинам, таким как право, экономика и журналистика. Он также включает дополнительные образовательные учреждения, такие как Институт изучения иностранных языков, Институт дополнительного образования, Институт внутреннего образования, Центр преподавания и обучения. Всего в состав университета входят 115 исследовательских учреждений.
Конкурс на поступление в Корё крайне высок, решение о зачислении абитуриента принимается на основании его подготовки и балла на общегосударственном тестировании. В 2010 году было подано 75 009 заявок на поступление, а зачислено лишь 4586 (6,05 %) студентов. В университете учатся почти 25 000 студентов, из них около 18 000 на программах бакалавриата и 6000 в магистратуре. На полную ставку в университете работает более 1400 преподавателей. Членами ассоциации выпускников Корё являются более 280 000 человек.

## История

### Колледж Посон
5 мая 1905 года королевский казначей Ли Ён Ик основал Посонский колледж. Первым президентом колледжа стал Син Хэ Юн. Однако через несколько лет был подписан Корейско-Японский протокол, и основатель колледжа оказался в изгнании и возглавил движение сопротивления против Японии. Его изгнание обернулось серьёзными финансовыми трудностями для учреждения, которые удалось преодолеть только после того, как управление колледжем взял на себя Сон Пён Хи, лидер националистического, религиозного и политического движения Чхондогё.
Второй раз колледж столкнулся с финансовыми трудностями в 1929 году, в связи с мировым финансовым кризисом. На этот раз преодолеть кризис удалось благодаря Ким Сонсу, занявшему пост президента колледжа в 1932 году. В то время он руководил средней школой Чхунган и газетой Тона Ильбо.